# Ikeda Sakiko
Ikeda Sakiko (池田 咲紀子, sinh ngày 8 tháng 9 năm 1992) là một cầu thủ bóng đá nữ người Nhật Bản.

## Đội tuyển bóng đá nữ quốc gia Nhật Bản
Ikeda Sakiko thi đấu cho đội tuyển bóng đá nữ quốc gia Nhật Bản.

## Thống kê sự nghiệp
| Nhật Bản  | Nhật Bản | Nhật Bản |
| Năm       | Trận     | Bàn      |
| --------- | -------- | -------- |
| 2017      | 8        | 0        |
| 2018      | 6        | 0        |
| Tổng cộng | 14       | 0        |